# Рееґолді
Ре́еґолді (ест. Reegoldi küla) — село в Естонії, у волості Пиг'я-Сакала повіту Вільяндімаа.

## Населення
Чисельність населення на 31 грудня 2011 року становила 194 особи.

## Географія
Через населений пункт проходить автошлях 24115 (Сууре-Яані — Навесті).

## Історія
З 13 лютого 1992 до 21 жовтня 2017 року село входило до складу волості Сууре-Яані.